# Аліборі (департамент)
Аліборі (фр. Alibori) — найбільший департамент Беніну. Був виділений у 1999 році зі складу департаменту Боргу. Адміністративний центр - місто Канді.

## Географія
Знаходиться на північному сході країни. Межує з Буркіна-Фасо та Нігером з півночі, з Нігерією - зі сходу. На півдні межує з департаментом Боргу, на заході - з департаментом Атакор.

## Адміністративний поділ

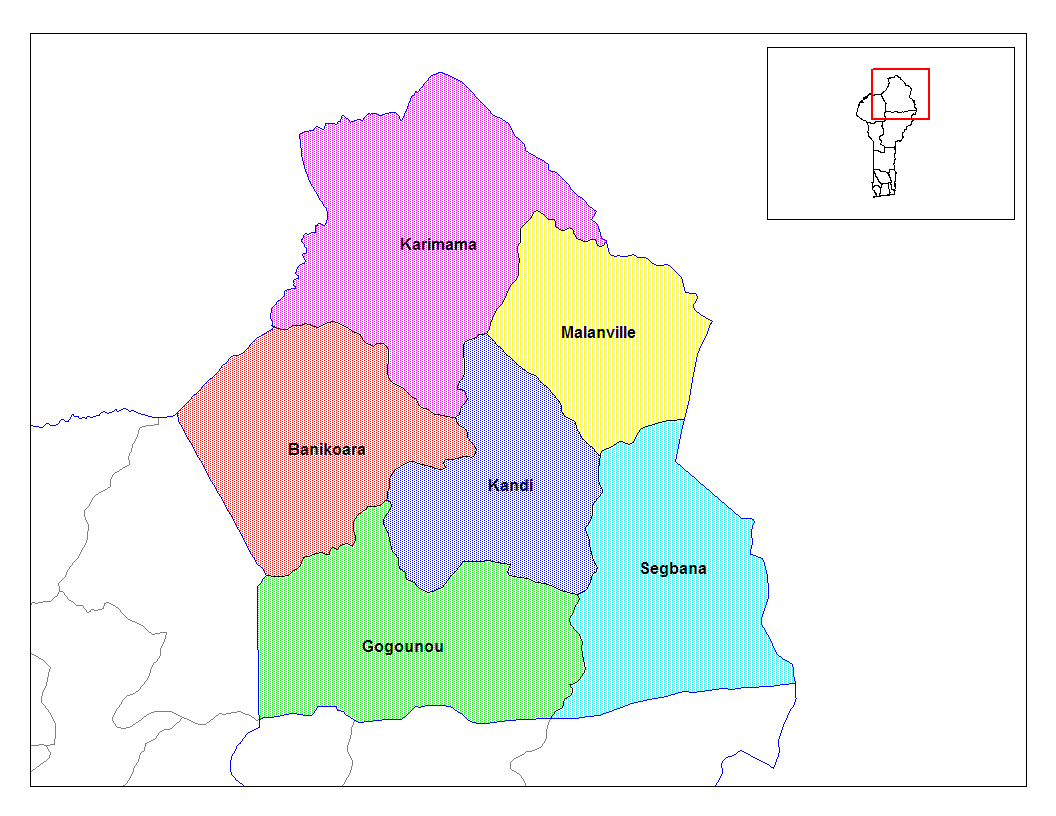
Комуни департаменту Аліборі.

Департамент включає 6 комун:
- Банікоара (фр. Banikoara)
- Гогуну (фр. Gogounou)
- Канді (фр. Kandi)
- Каримама (фр. Karimama)
- Маланвіль (фр. Malanville)
- Сегбана (фр. Segbana)